# Alfarelos (vila)
Alfarelos é uma vila portuguesa situada na Freguesia de Alfarelos, de que é sede, no Município de Soure, Distrito de Coimbra.
A povoação de Alfarelos foi elevada à categoria de vila pelo Decreto n.º 15339, de 11 de abril de 1928.

## Origem do nome
A origem do nome de Alfarelos continua a suscitar dúvidas. Pode estar na junção do termo árabe "Al-fahkhar" que significa loiça, barro ou faiança, com o sufixo "ellus". Alguns estudos consideram que Alfarelos deriva do topónimo "Alfahar". Outros ainda, que advém do vocábulo castelhano "alfarero" que significa fabricante de loiça.

## História
O primeiro documento escrito relativo à freguesia data de 1231 com o nome de "Alfarelas". Não se sabe se este nome terá alguma ligação com a presença dos árabes na região. Mas, o seu primeiro povoamento é muito mais recuado. Na verdade alguns elementos arqueológicos, como restos de uma galeria subterrânea e vestígios de uma antiga estrada romana, atestam a presença humana nesta região desde épocas ancestrais.

## Estação ferroviária
Alfarelos é conhecida por ter uma estação de caminhos de ferro onde se liga à Linha do Norte o epónimo Ramal de Alfarelos, establecendo a mais direta ligação ferroviária Figueira-Coimbra; apesar do nome, está localizada na Granja do Ulmeiro, a cerca de 2 km do centro de Alfarelos.

## Orago
A Paróquia de Alfarelos que tem por orago São Sebastião.

## Associativismo cultural e desportivo
- Grupo Desportivo Alfarelense
- Clube Desportivo Caça e Pesca de Alfarelos,
- Associação Instrução e Recreio 1º de Maio Alfarelense, que desenvolve teatro, grupo Coral e outras actividades
- Grupo Folclórico e Etnográfico de Alfarelos
- Filarmónica 15 de Agosto Alfarelense com Banda e escola de música.